# Half Machine Lip Moves
Half Machine Lip Moves è un album del gruppo musicale statunitense Chrome, pubblicato originariamente dall'etichetta discografica Siren Records il 15 marzo 1979.
L'album è prodotto da Damon Edge, che firma i brani con Helios Creed, altro componente del gruppo. Gary Spain partecipa alla stesura della musica di T.V. as Eyes e Mondo Anthem, mentre Creed è autore unico di March of the Chrome Police (A Cold Clamey Bombing).

## Tracce

### Lato A
1. T.V. as Eyes
2. Zombie Warfare (Can't Let You Down)
3. March of the Chrome Police (A Cold Clamey Bombing)
4. You've Been Duplicated
5. Mondo Anthem

### Lato B
1. Half Machine Lip Moves
2. Abstract Nympho
3. Turned Around
4. Zero Time
5. Creature Eternal
6. Critical Mass